# دازايفو (فوكوكا)
دازايفو (باليابانية: 太宰府市 دازايفو-شي) هي مدينة في محافظة فوكوكا، اليابان. تأسست المدينة في 1 أبريل من عام 1982 بشكل رسمي، على الرغم من حضورها التاريخي على مدار أكثر من ألف عام.

## تاريخ
كانت دازايفو تعتبر المكتب الإمبراطوري لحكم جزيرة كيوشو، بشكل مشابه لتاغاجو في توهوكو، حيث أن دازايفو كانت مقرا للبعثات الدبلوماسية من الصين وكوريا في القديم.

## أعلام
- ريكدو كوشي

## وصلات خارجية
- الموقع الرسمي للمدينة